# Шеддадіди

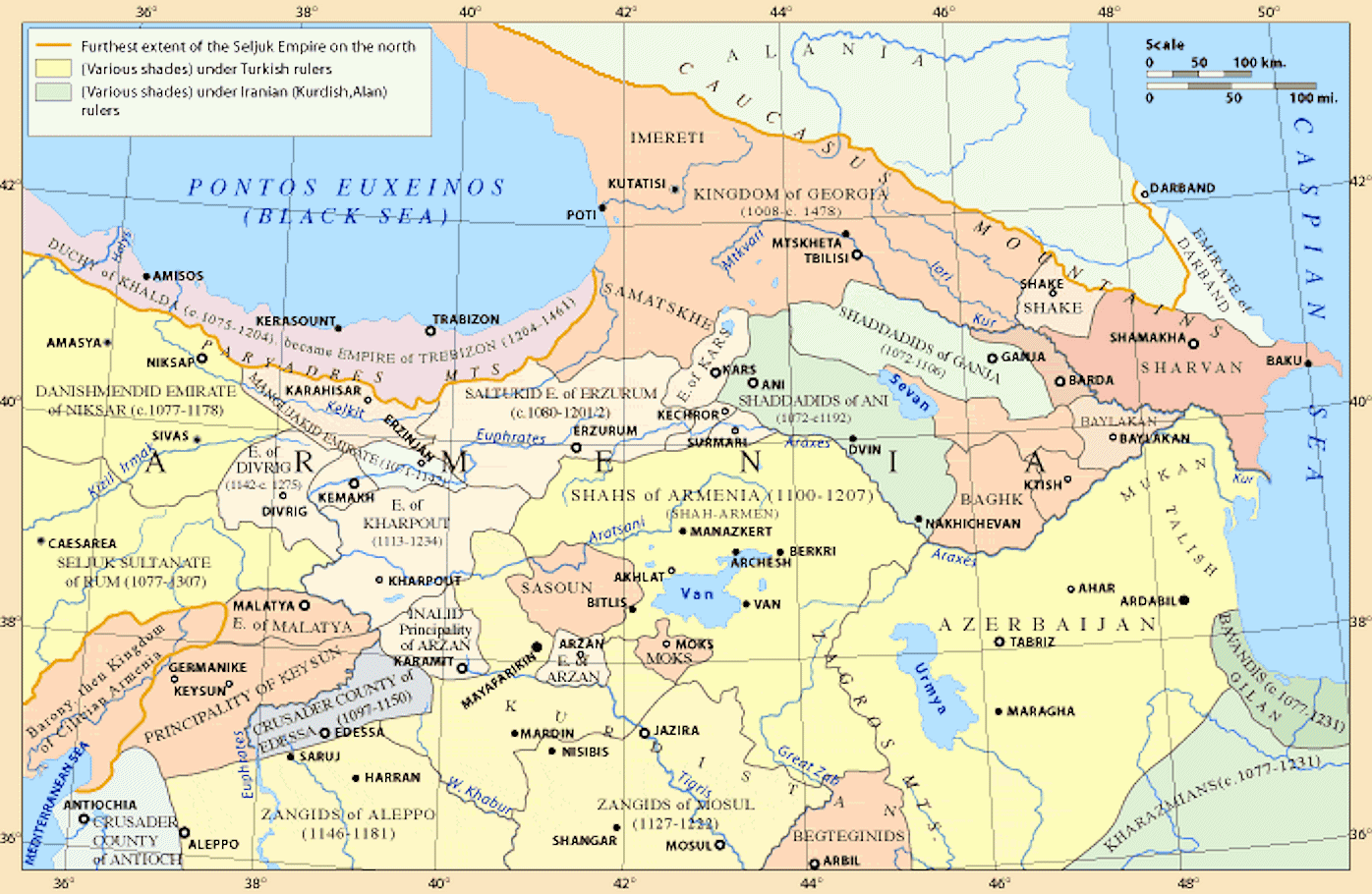
Територія Шеддадідів в XI — XII століттях

Шеддадіди (перс. شداديان‎) — феодальна династія курдського походження, що правила в Аррані та Східній Вірменії[4]. У XI—XII століттях була найсильнішою курдської династією Закавказзя[5]. Резиденція Шеддадідів була в Гянджі та в давній вірменській столиці Двін. Бічна гілка роду правила в іншій вірменській столиці — Ані. Їхня історія примітна також тим, що протягом своєї як войовничої так і мирної діяльності вони перебували в тісному контакті зі своїми християнськими сусідами, вірменами і грузинами, а також з різними північними загарбниками, у тому числі аланами і русами [6].

## Історія
Перейти до шаблону «Історія Вірменії» Історія Вірменії Роберт Томсон[en] з Оксфордського університету зазначає, що поряд з іранськими традиціями на Шеддадідів значний культурний вплив справило вірменське оточення та вірменські родинні зв'язки. Будучи курдського походження Шеддадіди брали шлюб з вірменами. Наприклад, перший емір Ані Манучихр був сином вірменської принцеси і сам одружився з вірменкою [2]. У генеалогії династії зустрічаються як типово іранські імена, такі як Лашкарі, і типово вірменські імена, такі як Ашот. Це результат того, що Шеддадідам довелося маневрувати між дейлемітами Азербайджану (історичний регіон головним чином на півдні Араксу) та християнами — вірменами та грузинами[8]. Перський поет Катран Тебрізі, який жив при дворі Шеддадідів Гянджі, навіть підкреслював вірменський родовід династії, називаючи Фадла III «гордістю династії Багратідів»[9].

## Двінський емірат
Скориставшись тимчасовим ослабленням правління Мусафірида Марзубана ібн Мухаммада, Мухаммад ібн Шаддад, засновник династії[10], утвердився спочатку у Двіні, у Вірменії, вперше приблизно 951 року[3][10]. Спочатку побудувавши сильну фортецю поза містом Мухаммад ібн Шаддад відбив неодноразові атаки Мусафіридів та його вірменських союзників із єдиною метою повернути город[10]. Незабаром після відновлення влади Мусафіридів Мухаммад ібн Шаддад був змушений втекти до Васпуракану, де отримав притулок у місцевого вірменського царя, і помер у 955 році. Незважаючи на втрату Двіна син Мухаммада ібн Шаддада Лашкарі, ймовірно, отримав деякі території в вірменській гірській області Сюнік. Шеддадіди знову відновили своє правління у Двіні лише наприкінці X століття зусиллями сина Мухаммада ібн Шеддада Фазла [10]. З 1022 Двінським еміратом правил Абу-л Асвар. Приблизно в 1040 він безуспішно[10] намагався розширити свою владу за рахунок царя Ташира Давида Безземельного. Передбачається, що в цей період контакти між гілками у Двіні та Гянджі були зменшені [10]. Абу-л Асвар був використаний Візантійською імперією в період анексії Вірменського царства в середині 1040-х років, хоча візантійці так і не виконали свою обіцянку за допомогою Абу-л Асвара залишити йому всі захоплені вірменські фортеці. Більше того, в 1045 сам Двінський емірат був підданий невдалій атаці візантійською армією. Спроби візантійців скоротити зону влади Шеддадідів навколо Двіна також зійшли нанівець. Візантійський хроніст Іван Скилиця називає Абу-л-Асвара «архонтом Тівія та Персарменії»[11].

## Гянджинський емірат
Син Мухаммада ібн Шаддада Фазл, який перебуває після подій у Двіні на службі у Хамданідів, на прохання Мусафіридського намісника Алі аль-Тазі вирушив до міста Гяднжа кавказької області Арран[10] для того, щоб спільно захистити його від нападів горян. У 969—970 году[10] до брата приєднався також Лашкарі і, за підтримки місцевого населення, останні вигнали Алі аль-Тазі а Лашкарі став еміром[10]. 978 року його успадкував брат Марзубан. Через кілька років він був повалений Фазлом, який правив областю з 985 року протягом 47 років. У 993 році останній захопив також Барду та Байлакан. Згідно К. Е. Босуорт Шеддадіди проявляють себе як енергійні захисники ісламу, борючись з грузинськими і вірменськими князями, візантійцями, аланами і русами [12]. Твердження Шеддадідської гегемонії на східних кордонах Грузії змусило царя Баграта IV вжити заходів, зокрема близько 990 року він обложив Шамкур. Дані про результат цієї військової акції у джерелах суперечливі. Інше зіткнення з грузинами що мало місце в 1027 або 1030 закінчився нищівною поразкою Фазла I. До 1030, наприкінці свого правління, Фазл, за допомогою русів військових походів в Ширвані, що знаходилися до цього часу, придушив повстання свого сина намісника. Майже нічого не відомо про короткочасне правління його спадкоємця та сина Муси (1031-1034). Ендрю Пікок зазначає, що наступник останнього Абу-л Хасан Лашкарі продовжив військові кампанії проти грузинів та вірмен виявляючи помсту за поразки свого діда Фазла I. Після 1054 як Шеддадіди так і Раввадіди визнали сюзеренітет сельджукського султана Тогрула [10]. Якщо залежність Абу-л-Асвара було майже номінальним, його син Фазл II платив сельджукам велику данину. Правління Шеддедідів Гянджі добігало кінця, хоча точні обставини падіння династії неясні. Останній представник Гянджинської лінії роду Фазлун ібн Фалз правив близько двох років до 1075 [3], коли султан Мелік-шах дарував область своєму рабу Сав Тегін як икти. До XII століття місто Гянджа мало переважно іранське населення[13]. Ганджійське емірство Шеддадідів проіснувало майже остаточно XI століття.

## Анійський емірат
Після завоювання в 1064 сельджуками Закавказзя Шеддадіди стали їх васалами і в 1072 [1] отримали (за іншими даними купили [14]) у васальне володіння територію колишнього Анійського царства вірменських Багратидів, утворивши Анійський емірат [3]. Манучихр ібн Шавур II, який почав правити в Ані, став засновником анійської гілки Шеддадіди (близько 1072—1199), яка припинила своє існування в 1199 році, коли вірменське[15] місто Ані було приєднано до Грузії[3] разом з частиною північної Вірменії[3] ]. Мінорський називає їх курдо-вірменськими царями Ані[17].

## Правителі Східної Вірменії та Аррану
Список правителів складено відповідно до робіт «Книга династій» Н. В. Сичова [18] та «Мусульманські династії. Довідник з хронології та генеалогії» К. Е. Босворта [12].

### Головна гілка в Гянджі та в Двіні
- Фазлун - 951-955 гг.
- Мухаммад ібн Шаддад (у Двіні) - 951-971 рр.
- Алі Лашкарі I ібн Мухаммад (у Гянджі) - 971-978 рр.
- Марзубан ібн Мухаммад - 978-985 гг.
- Фадл I (Фазлун I) ібн Мухаммад - 985-1031 р.р.
- Абу-ль-Фатх Муса - 1031-1034 гг.
- Алі Лашкарі II - 1034-1049 гг.
- Ануширван ібн Лашкарі - 1049
- Абу-ль-Асвар Шавур I — у Двіні — 1022—1049 рр., у Гянджі —1049—1067 рр.[19]
- Фадл (Фазлун) II ібн Шавур - 1067-1073 р.р.
- Фадл (Фазлун) III ібн Фадл - l073/1075-1088/1089 гг. Арран захопив сельджукський воєначальник Абу Мансур Сау-Тегін.

### Гілка в Ані, 1072-1174 гг.
- Манучихр ібн Шавур I - 1072-1118 гг.
- Абу-л-Асвар Шавур II - 1118-1124 гг.

Період 1124-1125 гг. - Грузинська окупація. 
Фадл (Фазлун) IV ібн Шавур II - 1125-? мм. Махмуд -? -1131 гг. Хущчихр - 1131-? мм. Шаддад -? -1155 гг. Фадл V (Фазлун V) - 1155-1161 гг. 
Період 1161-1164 гг. - Грузинська окупація.
Шахіншах - 1164-1174 гг. Грузинське завоювання.
| Історія Курдистану | Це незавершена стаття з історії Курдистану. Ви можете допомогти проєкту, виправивши або дописавши її. |